# عملية البسكويت الثانية
عملية البسكويت الثانية هي عبارة عن سلسلة من 37 تجربة نووية أجرتها الولايات المتحدة في عام 1958 في موقع تجارب نيفادا. اتبعت هذه الاختبارات سلسلة عمليات أرجوس وتلتها سلسلة عملية الحلوى البيضاء.

## نبذة
مع الوقف الاختياري للاختبارات النووية خرجت مختبرات الأسلحة الأمريكية بالعديد من التصميمات الجديدة حيث تم تحديد موعد نهائي صارم للاختبار في منتصف الليل في 31 أكتوبر 1958 حيث تم تحديد موعد بدء المفاوضات في ذلك اليوم حيث تم تنفيذ 29 اختبار في شهر أكتوبر أربعة منها في اليوم الأخير.
تم إلغاء اختبار آخر لأن ظروف الطقس أجلته عبر منتصف الموعد النهائي. بعد انتهاء عملية البسكويت الثانية أعلنت الولايات المتحدة عن وقف اختياري من جانب واحد وانضم إليها الاتحاد السوفيتي بعد تجربتين أخيرتين في 1 و 3 نوفمبر. 
في سبتمبر 1961 استأنف الاتحاد السوفيتي التجارب النووية - شملت هذه الفترة اختبار أقوى جهاز نووي تم تصميمه على الإطلاق وهي قنبلة القيصر في 30 أكتوبر 1961 وحذت الولايات المتحدة ذلكعن طريق عملية الحلوى البيضاء.